# Harald Koch (prawnik)
Harald Koch (ur. 20 września 1878 w Kopenhadze, zm. 5 lipca 1936 w Sopocie) – duński prawnik i urzędnik konsularny.

## Życiorys
Rodzicami byli Hans Henrik Koch, wiceadmirał oraz Gerda Wienberg Andersen. Ukończył Szkołę Miejską (Borgerdydskolen) w Kopenhadze (1896), ukończył studia prawnicze (1902). Zatrudniony w sądownictwie karnym we Frederiksbergu (1903-1904), prokuraturze w Kopenhadze (1904-1907) oraz w Naczelnym Sądzie Apelacyjnym (Højesteret), również w Kopenhadze. Prowadził praktykę prawniczą (1907-1921). Pełnił funkcję członka rady nadzorczej w zakładach chromowania skór Aktieselskabet Chromlæderfabriken Jørgen Winther w Roskilde. Był konsultantem prawnym i szefem biur Komitetu ds. Eksportu Smarów (Smøreksport-Udvalget) i Komitetu ds. Eksportu Jajek (Ægeksport-Udvalget), szefem Duńskiego Komitetu Kredytów Pomocowych (The Danish Committee for Relief-Credits) i współzałożycielem Duńsko-Czechosłowackiej Izby Handlowej (dansk-czekoslovakiske Handelskammer). Władze Danii powierzyły mu stanowisko konsula generalnego/konsula Danii w Gdańsku (1922-1936); od 1925 pełnił też honorową funkcję dziekana korpusu konsularnego w Wolnym Mieście Gdańsku (1925-), ponieważ pobyt w Gdańsku od 28.01.1922 roku nadawał mu status „Doyen” (najdłużej czynnego dyplomaty). Był członkiem powołanego przez Ligę Narodów Niemiecko-Polsko-Gdańskiego Sądu Rozjemczego (Deutsch-Polnisch-Danziger Schiedsgericht fur den Durchgangverkehr) z siedzibą w Gdańsku (1922), od 1923 jego przewodniczącym. Zmarł na raka płuc; uroczystości pogrzebowe odbyły się 9 lipca; po skremowaniu pochowany w rodzinnej kwaterze na cmentarzu Holmen (Holmens Kirkegård) w Kopenhadze.